# Obosum (Fluss)
Der Obosum ist ein kleiner Fluss in der Ashanti Region in Ghana.

## Verlauf
Der Fluss beginnt in den Afram Plains südlich des Digya-Nationalparks und mündet im Volta-Stausee. Insgesamt erreicht er etwa eine Länge von 55 km und fließt fast ausschließlich von West nach Ost.